# 桃花泣血記
《桃花泣血記》，是一部華語黑白默片，上映於1931年，由卜万苍導演，阮玲玉與金焰主演。

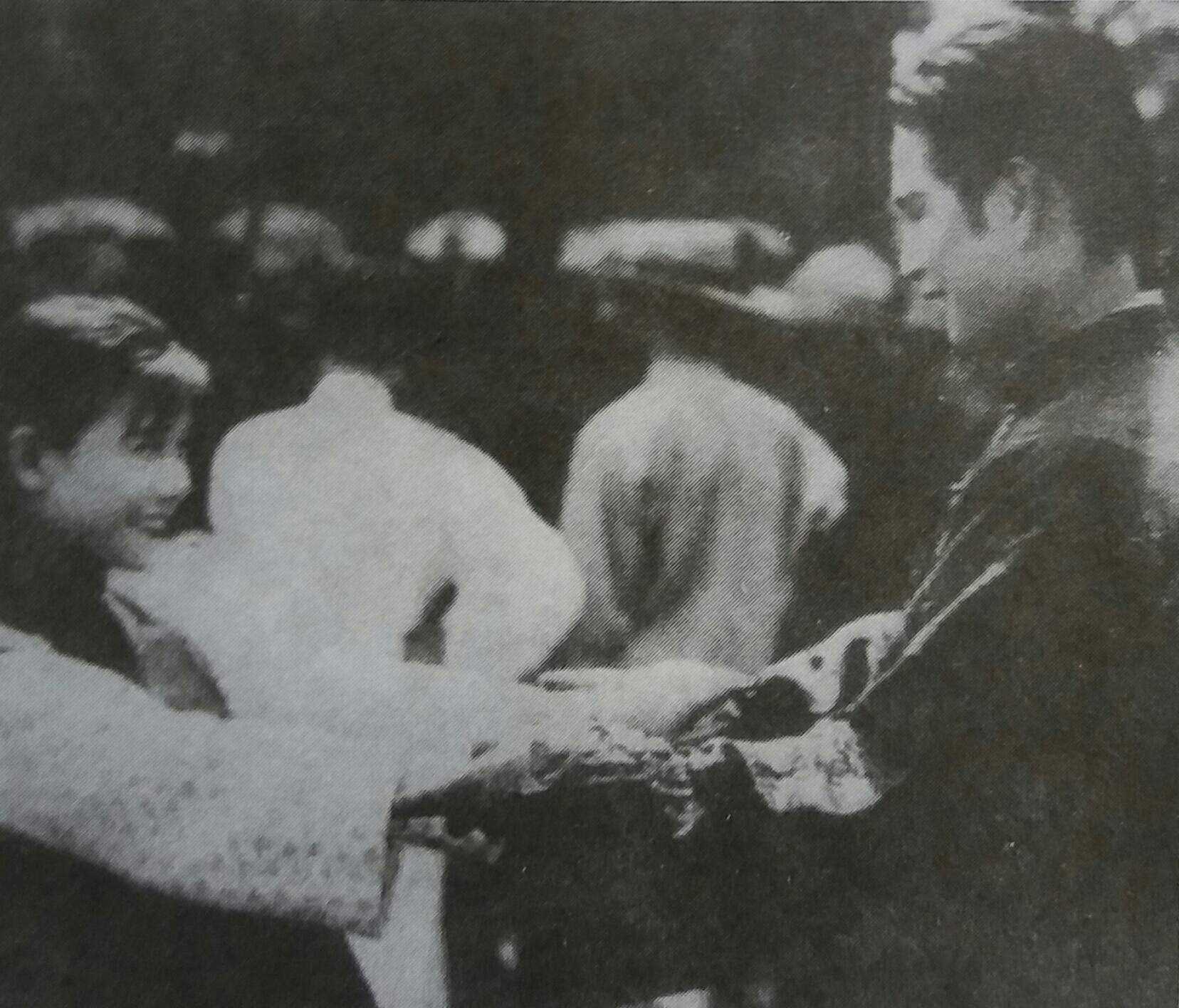
《桃花泣血记》剧照

## 演員
- 阮玲玉：琳姑
- 金焰：德恩
- 李时苑：金太太
- 周丽丽：琳姑之母
- 韩兰根：瘦仆人
- 刘继群：肥仆人
- 黄筠贞：周母

## 劇情
影片讲述了天真无邪的乡村女孩林小姐（阮玲玉饰）与地主儿子（金志文饰）之间的关系。本片讲述了富裕地主的儿子王德恩（金焰饰）和贫穷牧民的女儿林小姐（阮玲玉饰）之间的关系。描述青梅竹马的富家子德恩和村姑琳姑，由於當時社會的保守及封建禮教的束縛，相爱却不能成婚，最後琳姑早逝。
本片以中国农村为背景，德恩和林小姐在童年时期就建立了深厚的友谊，尽管他们的家庭之间存在着社会差距。随着年龄的增长，他们的感情逐渐加深，并发展成一段热恋。然而，德恩的母亲持有传统的阶级观念，坚决反对他们交往。她要求德恩停止与林小姐和地位较低的村民的一切交往。德恩违背了母亲的意愿，继续与林小姐秘密交往。德恩决定带林小姐去城里，希望他们的关系远离窥探。然而，他们的恋情被发现了，德恩的母亲强迫他把林小姐送走。德恩无法否认自己的感情，他把林小姐藏在自己的私人别墅里，并承诺要娶她为妻。林小姐的父亲担心她不在身边，发现他们在一起，于是强迫这对夫妇与德恩的母亲对质。德恩的母亲向林小姐的父亲提供金钱，并解雇了他。德恩最终在胁迫下与同班同学包办婚姻，林小姐伤心欲绝，被抛弃。独自一人的林小姐发现自己怀孕了，羞愧地回到家中。她生下了孩子，但很快就病入膏肓。她的父亲失去了工作，艰难地照顾着她和新生儿。村里的一位老人向林小姐求婚，希望利用她的弱势地位，但林小姐拒绝了。德恩得知林小姐的情况后，不顾母亲的反对赶去看她。他到达时，林小姐正躺在病床上，他到达后不久林小姐就去世了。林小姐去世后，德恩的母亲被这一悲剧所感动，接纳了这个孩子。她允许将林小姐的坟墓安放在家族的土地上，以承认德恩与林小姐之间的亲情。

## 主题
桃花泣血記探讨了爱情、阶级斗争和社会期望等重大主题。它以禁忌之恋为中心，描写了违背社会规范的悲惨后果，包括林小姐怀孕、生病和最终死亡。王德恩的性格代表了上层社会的软弱和道德败坏，而他的母亲最终接受了林小姐的孩子，则是一种救赎。

## 翻拍
该片于 1957 年被翻拍成福建语新港片《桃花泣血记》，由陈焕文执导，江帆（林燕燕）主演、 该片由陈焕文执导，江帆、白云、林燕燕和凌波（当时艺名小娟）主演。

## 音乐
桃花泣血記是一首电影宣传歌曲，也是一首脍炙人口的台湾歌曲，由詹天马和王云峰创作于 1932 年，最初由純純演唱。由于这首歌曲广受欢迎，给人留下了深刻印象，因此成为当时大大开拓歌曲唱片市场的重要作品。